# MŠK Púchov
Az MŠK Púchov egy szlovák jégkorongcsapat Puhóban. A klub a harmadosztályú 2. hokejová liga nyugati csoportjában játszik.

## Története
A klubot 1946-ban alapították.
A 2023-24-es szezonban megnyerte a harmadosztályú bajnokságot, azonban nem vállalta pénzügyi okokra hivatkozva a TIPOS Slovenská hokejová ligában való szereplést, így nem jutott fel a másodosztályba.

### Korábban használt nevek
- 1946 - TJ Makyta ?
- 1956 - TJ Iskra Púchov
- 1968 - TJ Gumárne Púchov
- 1993 - ŠK Matador Púchov
- 1999 - ŠK Matterhorn Púchov
- 2007 - HK Púchov
- 2014 - ŠHK Púchov

## Helyezések

### Csehszlovákia
1. slovenská národná hokejová liga - 2 szezon
- 12. hely: 1981/82, 1987/88

2. slovenská národná hokejová liga - 14 szezon
- 1. hely: 1979/80, 1980/81, 1982/83, 1986/87, 1992/93
- 2. hely: 1978/79, 1983/87, 1988/89
- 3. hely: 1984/85, 1991/92
- 4. hely: 1977/78, 1989/90
- 5. hely: 1990/91
- 7. hely: 1985/86

### Szlovákia
1. hokejová liga SR - 5 szezon
- 7. hely: 1996/97
- 8. hely: 1994/95
- 11. hely: 1995/96
- 12. hely: 1997/98
- 14. hely: 2011/12

2. hokejová liga - 15 szezon
- 1. hely: 1993/94, 2010/11, 2023/24
- 2. hely: 2006/07, 2007/08, 2008/09, 2009/10,
- 3. hely: 2021/22
- 4. hely: 2005/06, 2015/16, 2018/19
- 5. hely: 2014/15
- 6. hely: 2017/18
- 9. hely: 2022/23
- 10. hely: 2016/17

## Statisztikák
| Főcsoport (A csoport) | Főcsoport (A csoport) | Főcsoport (A csoport) | Főcsoport (A csoport) | Főcsoport (A csoport) | Főcsoport (A csoport) | Főcsoport (A csoport) | Főcsoport (A csoport) | Főcsoport (A csoport) | Felsőház | Felsőház | Felsőház | Felsőház | Felsőház | Felsőház | Felsőház | Felsőház | Rájátszás                                | Rájátszás                                       | Rájátszás                       |
| Szezon                | LM                    | GY                    | GY. H.                | V. H.                 | V                     | G                     | P                     | Helyezés              | LM       | GY       | GY. H.   | V. H.    | V        | G        | P        | Helyezés | Negyeddöntő                              | Elődöntő                                        | Döntő                           |
| --------------------- | --------------------- | --------------------- | --------------------- | --------------------- | --------------------- | --------------------- | --------------------- | --------------------- | -------- | -------- | -------- | -------- | -------- | -------- | -------- | -------- | ---------------------------------------- | ----------------------------------------------- | ------------------------------- |
| 2023–24               | 12                    | 11                    | 0                     | 0                     | 1                     | 65-18                 | 33                    | 1.                    | 10       | 6        | 0        | 0        | 4        | 37-25    | 18       | 2.       | Győzelem a HK Slovan Gelnica ellen (3-0) | Győzelem a Hockey Club Dukla Senica ellen (3-2) | Győzelem a HK Detva ellen (3-2) |
| 2024–25               | 14                    | 11                    | 0                     | 1                     | 2                     | 85:35                 | 34                    | 3.                    | 10       | 3        | 1        | 1        | 5        | 35:34    | 13       | 4.       | Vereség az MHA Martin ellen (1-3)        | -                                               | -                               |

## Nézettség
| Szezon  | Teljes nézőszám | Átlagos nézőszám | Helyezés a ligában |
| ------- | --------------- | ---------------- | ------------------ |
| 2023–24 | 9 466           | 591              | 4.                 |

## Bajnokcsapatok
2. hokejová liga 2023-24-es szezon:
Denis Trenčan, Jakub Ingely, Nikita Lapin, Filip Šedivý, Michal Urban, Patrik Ladecký, Lukáš Húska, Michal Luhový, Filip Pobežal, Jaroslav Michalík, Boris Deneš, Damián Hudík, Matej Haluška, David Maniaček, Tomáš Hajský, Lubo Kolárik, Tomáš Hrušík, Dominik Kanaet, Lukáš Zemko, Rudolf Dráb, Daniel Kmošena, Miroslav Nemček, Tomáš Brňák, Frantíšek Zúbek, Matej Crkoň